# Pivovar Ferdinand
Pivovar Ferdinand se nachází ve městě Benešov a vyrábí pivo značky Ferdinand. Založil jej roku 1897 arcivévoda František Ferdinand d'Este a současným vlastníkem je společnost Pivovar Ferdinand a. s. Benešovský pivovar vyrábí okolo 25 tisíc hl piva ročně, součástí provozu je i sladovna, která vyrábí cca 2 tisíce tun sladu pro vlastní potřebu i prodej dalším pivovarům.

## Produkty pivovaru

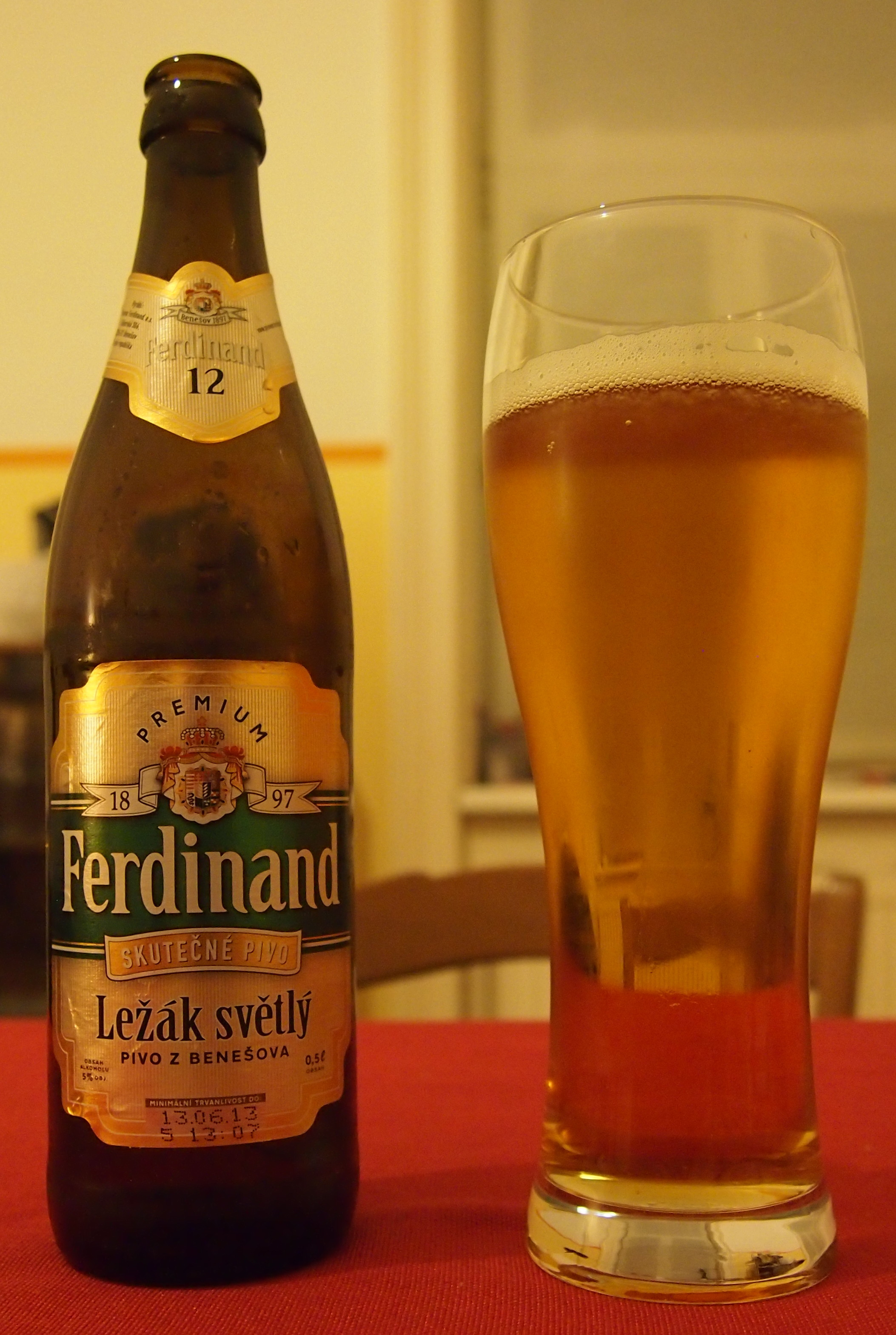
Světlý ležák Premium

- Ferdinand Výčepní pivo světlé 10° - obsah alkoholu 4,0 %
- Ferdinand Speciální pivo světlé MAX 11 % - obsah alkoholu 4,7 %
- Ferdinand Ležák světlý 11 % - obsah alkoholu 4,7 %
- Ferdinand Řezaný ležák 11 % - obsah alkoholu 4,7 %
- Ferdinand Tmavý ležák 11 % - obsah alkoholu 4,7 %
- Ferdinand Ležák světlý Premium 12 % - obsah alkoholu 5,0 %
- Ferdinand Bezlepkový ležák Premium 12 % - obsah alkoholu 5,0 %
- Ferdinand Vídeňský ležák 12,8 % - obsah alkoholu 5,4 %
- Ferdinand Sváteční ležák 12,8 % - obsah alkoholu 5,4 %
- Ferdinand Silné polotmavé pivo Sedm kulí 13 % - obsah alkoholu 5,5 %
- Ferdinand Pěkný číslo - obsah alkoholu 6,28 %
- Ferdinand Speciální pivo světlé d'Este 15 % - obsah alkoholu 6,5 %
- Ferdinand Nefiltrované pivo
- Ferdinand Nealkoholické pivo - obsah alkoholu 0,5 %
- Ferdinand Bezlepkové nealkoholické pivo světlé - obsah alkoholu 0,5 %
- Ferdinand Slušné číslo 0,5 % - obsah alkoholu 0,5 %
- Ferdináda (pomerančová, malinová, bezinková limonáda)
- slady